# He's a Woman She's a Man
«He's a Woman She's a Man» es una canción de la banda alemana de hard rock y heavy metal Scorpions, publicada como sencillo en 1977 por RCA Records e incluida como la séptima pista del disco Taken by Force. Escrita por Klaus Meine, Rudolf Schenker y Herman Rarebell, su letra relata la historia de un travesti, cuya inspiración está basada en un hecho real que les ocurrió en París. Considerada como una de las mejores canciones de Taken by Force, Scorpions en ocasiones la ha interpretado en vivo. Asimismo ha figurado en varios de los álbumes recopilatorios y en 2000 la incluyeron en el popurrí «Deadly Sting Suite», interpretada de forma instrumental con la Orquesta Filarmónica de Berlín para el disco en vivo Moment of Glory.

## Composición y grabación
Después de que Herman Rarebell ingresara a Scorpions en mayo de 1977, el sello RCA Records los invitó a París por asuntos promocionales. En su tiempo libre los músicos fueron a la zona roja, en donde una mujer los reconoció, les saludó en alemán y les comentó que era fanática de la banda, pero una vez que la vieron de cerca se dieron cuenta de que era un hombre travestido. De regreso en Alemania, Rudolf Schenker les presentó un riff de guitarra que escribió en su apartamento y se caracteriza por contar con un wall of sound. Considerada como una canción de heavy metal, el riff es usualmente descrito como proto thrash metal. Ante la falta de una idea para la letra, Rarebell les recordó el hecho ocurrido en la capital francesa. Es por esa razón que la letra, escrita por el baterista y el vocalista Klaus Meine, relata la historia de este travesti. A pesar de que fue escogida para ser el único sencillo del álbum, el guitarrista líder Uli Jon Roth fue crítico con ella y consideró que su letra era «horrible». Al igual que las demás canciones del álbum Taken by Force, se grabó en los estudios Dierks en Colonia entre junio y octubre de 1977.

## Lanzamiento
«He's a Woman She's a Man» salió a la venta el 4 de diciembre de 1977 como el primer sencillo de Taken by Force , a través de RCA Records, únicamente en Alemania y Japón. Publicado en el formato vinilo de 7", la edición alemana contó como lado B a «Suspender Love», canción escrita por Schenker y Meine que no fue incluida en el álbum. Por su parte, la versión japonese tuvo a «The Riot of Your Time». Cabe señalar que en la portada de esta última edición figura el baterista Rudy Lenners, no obstante, para entonces, ya había sido reemplazado por Rarebell.

## Comentarios de la crítica
Con el paso de los años, «He's a Woman She's a Man» ha recibido críticas positivas por parte de la prensa especializada. Gary Hill del sitio web Allmusic, la destacó de entre todas las pistas de Taken by Force y la nombró una «canción gruñona de androginia». Por su parte, Malcolm Dome para Classic Rock la consideró «sugerente», mientras que Fraser Lewry, también de la misma publicación, la llamó «andrógina». El crítico canadiense Martin Popoff señaló que su letra era «burda» y su música poseía un riff de heavy metal destacable en un período en que este estilo «era aún poco transitable». El autor francés Guillaume Gaguet destacó el riff y la letra; sobre esta última, la llamó «directa, subida de tono y poco sutil», ya que relataba un tema tabú para entonces.

## Posicionamiento en listas musicales
| País   | Lista (1978)    | Posición |
| ------ | --------------- | -------- |
| Suecia | Poporama Top 15 | 5        |

## Lista de canciones
| Edición alemana |                            |                           |          |  |
| N.º             | Título                     | Escritor(es)              | Duración |  |
| 1.              | «He's a Woman She's a Man» | Schenker, Meine, Rarebell | 3:14     |  |
| 2.              | «Suspender Love»           | Schenker, Meine           | 3:17     |  |

| Edición japonesa |                            |                           |          |  |
| N.º              | Título                     | Escritor(es)              | Duración |  |
| 1.               | «He's a Woman She's a Man» | Schenker, Meine, Rarebell | 3:14     |  |
| 2.               | «The Riot of Your Time»    | Schenker, Meine           | 4:13     |  |

## Músicos
- Klaus Meine: voz
- Rudolf Schenker: guitarra rítmica
- Uli Jon Roth: guitarra líder
- Francis Buchholz: bajo
- Herman Rarebell: batería